# أليس بور
أليس بور (بالإنجليزية: Alice Burr)‏ هي مصورة أمريكية، ولدت في 1883، وتوفيت في 1968.